# Auteuil (Parigi)
Auteuil è il 61º quartiere amministrativo di Parigi, situato nel XVI arrondissement, nella parte ovest della città. È una parte dell'antico, omonimo comune esistito dai tempi della rivoluzione francese fino al 1860, anno in cui fu incorporato nella capitale francese. È attraversato dalle linee della metropolitana n. 9 (stazioni Jasmin e Ranelagh) e n. 10 (stazione di Porte d'Auteuil).

## Toponimo
L'etimologia del nome "Auteuil" è controversa: esso deriverebbe dal latino altus (alto) e  ialo (chiaro, diritto).

## Storia
Nel 1109 gli abati di Sainte-Geneviève divennero i signori di Auteuil e tale signoria durò fino alla rivoluzione francese. Alla sua creazione, la parrocchia si estendeva verso ovest su quasi tutto l'attuale territorio di Boulogne-Billancourt all'isola di Sèvres inclusa, essendo il confine con la parrocchia di Saint-Cloud l'attuale rue de Billancourt. L'autorità temporale fu affidata, insieme a Issy e Vanves ai signori di Passy, incaricati dell'esazione delle imposte per conto dell'abbazia. Questo dominio temporale al quale apparteneva Auteuil era un allodio, chiamato "feudo Beaudoin", probabilmente dal nome del signore normanno dal quale l'abbazia lo aveva acquisito per contratto.
Nel 1134 Menuls lès Saint Cloud, che diventerà nel 1330 Boulogne la Petite, fu staccato da Auteuil dalla regina Adelaide, per essere assegnato all'abbazia di Montmartre (Nel 1255 Isabella di Francia, sorella di Luigi IX, vi fondò l'abbazia di Longchamp, che rilevò direttamente dal re, ma i cui lavoratori appartenevano alla parrocchia di Montmartre, che possedeva la chiesa di Santa Gemma vicino all'attuale Notre Dame de Boulogne). La competenza fiscale di Billancourt, a sud dell'attuale rue du vieux Pont de Sèvres e l'isola di Sèvres, rimasero ad Auteuil. La parrocchia era fisicamente separata dalla sua vicina dal bosco e dalla foresta di Rouvres, dominio conteso tra i parrocchiani e il re i cui confini meridionali erano le attuali rue du Chemin vert e rue Denfert Rochereau.
Nel 1247 la servitù della gleba fu abolita su tutto il territorio parrocchiale, con un secolo di ritardio sulle parrocchie vicine.
Verso il 1550 re Enrico II chiuse il Bois de Boulogne, impedendone l'accesso agli abitanti delle parrocchie vicine e costruì nel suo centro una capitaneria di caccia, il castello della muta. Il tesoriere del re Raoul Moreau, era signore di Auteuil, di Thoiry e di Grosbois.
Nella notte di san Bartolomeo più di 1800 cadaveri si arenarono sulle rive della Senna ad Auteuil, all'altezza del Point du jour. Alla fine del XVI secolo Auteuil, che era diventato un rifugio per le famiglie perseguitate, contava più del dieci per cento di abitanti che si dichiaravano ugonotti, tra i quali il sindaco, l'avvocato Macheco.
Nel 1790, durante la rivoluzione, la signoria d'Auteuil fu sostituita dal comune di d'Auteuil.
Nel 1798 e nel 1799 Napoleone Bonaparte fece visita tre volte a madame Helvétius, che abitava ad Auteuil, e fu durante una passeggiata con lui nel giardino, che egli giudicava stretto, che questa illustre vedova gli rivolse le seguenti parole: «Voi non sapete, generale, quanta fortuna si può trovare in tre arpenti di terra.»
Nel XIX secolo Auteuil era diventata famosa per le sue acque minerali e i suoi stabilimenti idroterapici.
Il fascino campestre di Auteuil e la sua tranquillità erano molto apprezzati. Parigini fortunati vi installarono le loro numerose case di campagna, come descritto ne Il conte di Montecristo, di Alexandre Dumas. Alcune erano abitate da personaggi celebri. 
Nel 1840-1845 la costruzione della cinta di Thiers tagliò il territorio d'Auteuil in due.
Nel 1860, con l'ampliamento di Parigi dalla cinta daziaria a quella di Thiers, il comune di Auteuil fu soppresso ed il suo territorio ripartito con un semplice decreto fra Parigi e Boulogne, fatto che darà luogo a litigi fino al 1929, come segue:
- la parte interna alla cinta, poco meno di metà del territorio, è annessa a Parigi, diventando un quartiere del XVI arrondissement.
- la parte esterna alla cinta, la meno costruita e di gran lunga la meno abitata, è annessa a Boulogne in compensazione dell'abbazia reale Longchamp, che fu spogliata dal duca di Morny per costruire l'ippodromo di Longchamp, che resta ricompreso in Parigi.

## Luoghi e monumenti
- Giardino delle serre d'Auteuil
- Parco Sainte-Périne
- Liceo Jean-Baptiste-Say (classificato monumento storico di Francia)
- Chiesa di Notre-Dame-d'Auteuil (in particolare il suo campanile)
- Chiesa di Santa Giovanna de Chantal
- Cimitero d'Auteuil
- Fondazione Le Corbusier
- Pavillon de l'eau